# Holographis tolantongensis
Holographis tolantongensis är en akantusväxtart som beskrevs av T.F. Daniel. Holographis tolantongensis ingår i släktet Holographis och familjen akantusväxter. Inga underarter finns listade i Catalogue of Life.